# Trona
Trona is een geslacht van weekdieren uit de klasse van de Gastropoda (slakken).

## Soort
- Trona stercoraria (Linnaeus, 1758)